# Пуйнаве
Пуйнаве (Guaipunabi, Puinabe, Puinare, Puinave, Waipunavi, Wanse, Wãnsöhöt) — плохо изученный неклассифицированный индейский язык, на котором говорят на притоках реки Инирида департамента Гуайния в Колумбии, а также в штате Амасонас (нижние бассейны рек Гуавьяре и Инирида, вниз к региону Сан-Фернандо-де-Атабапо) в Венесуэле.